# Næstved Kommune (1970-2006)
Næstved Kommune i Storstrøms Amt blev dannet ved kommunalreformen i 1970. Ved strukturreformen i 2007 blev den udvidet til den nuværende Næstved Kommune ved indlemmelse af Fladså Kommune, Fuglebjerg Kommune, Holmegaard Kommune og Suså Kommune.

## Tidligere kommuner
Næstved havde været købstad, men det begreb mistede sin betydning ved kommunalreformen. 5 sognekommuner blev lagt sammen med Næstved købstad til Næstved Kommune:
| Kommune                | Folketal 1. januar 1970 | Byer                            |
| ---------------------- | ----------------------- | ------------------------------- |
| Næstved                | 24.723                  | Næstved                         |
| Fodby (inkl. Karrebæk) | 917                     | Karrebæksminde og Skraverup     |
| Herlufsholm            | 9.690                   | Næstved (bydelen Lille Næstved) |
| Hyllinge               | 871                     | Hyllinge                        |
| Marvede                | 657                     | Menstrup                        |
| Vallensved             | 648                     | Vallensved                      |
| I alt                  | 37.506                  |                                 |

Hertil kom 3 enkeltsogne:
- Rønnebæk Sogn og Vejlø Sogn, der siden 1962 havde hørt til Fladså Kommune.
- Fensmark-Rislev sognekommune havde været med til at danne Holmegaard Kommune, men blev delt så Fensmark blev i Holmegaard og Rislev kom til Næstved.

## Sogne
Næstved Kommune bestod af følgende sogne:
- Fodby Sogn (Øster Flakkebjerg Herred)
- Herlufsholm Sogn (Øster Flakkebjerg Herred)
- Hyllinge Sogn (Øster Flakkebjerg Herred)
- Karrebæk Sogn (Øster Flakkebjerg Herred)
- Marvede Sogn (Øster Flakkebjerg Herred)
- Rønnebæk Sogn (Hammer Herred)
- Vallensved Sogn (Øster Flakkebjerg Herred)
- Vejlø Sogn (Hammer Herred)
- Rislev Sogn (Tybjerg Herred)
- Sankt Jørgens Sogn (Tybjerg Herred)
- Sankt Mortens Sogn (Tybjerg Herred)
- Sankt Peders Sogn (Tybjerg Herred)

## Borgmestre[2]
| Periode   | Navn           | Parti             |
| --------- | -------------- | ----------------- |
| 1970-1988 | Svend Hansen   | Socialdemokratiet |
| 1988-2006 | Henning Jensen | Socialdemokratiet |